# Metaxia abrupta
Metaxia abrupta is een slakkensoort uit de familie van de Triphoridae. De wetenschappelijke naam van de soort is voor het eerst geldig gepubliceerd in 1880 door Watson.